# Cupedia cupediella
Cupedia cupediella là một loài bướm đêm thuộc họ Gracillariidae. Loài này có ở Sardinia to Bulgaria và Hy Lạp.
Ấu trùng ăn Pistacia terebinthus. Chúng ăn lá nơi chúng làm tổ.